# Semyonovka
Semyonovka là một đô thị thuộc tỉnh Gegharkunik, Armenia. Dân số ước tính năm 2011 là 262 người.